# Brigadas Negras
O Corpo Auxiliar dos Esquadrões de Ação dos Camisas-Negras (em italiano:  Corpo Ausiliario delle Squadre d'azione di Camicie Nere), mais conhecidas como Brigadas Negras (em italiano:  Brigate Nere), foi um dos grupos paramilitares fascistas, organizado e dirigido pelo Partido Republicano Fascista (Partito Fascista Repubblicano, PFR) operando na República Social Italiana (no norte da Itália), durante os anos finais da Segunda Guerra Mundial, e após a assinatura do Armistício Italiano em 1943. Foram oficialmente liderados por Alessandro Pavolini, ex-Ministro da Cultura da era fascista durante os últimos anos do Reino da Itália.

## História

### Prelúdio
Em 26 de julho de 1943, o ditador italiano Benito Mussolini foi preso depois que o Grande Conselho Italiano do Fascismo (Gran Consiglio del Fascismo), com o apoio do rei Vítor Emanuel III, o derrubou e iniciou negociações com os Aliados para a retirada da Itália da guerra. O governo italiano foi assumido pelo marechal Pietro Badoglio, que proibiu o Partido Nacional Fascista (Partito Nazionale Fascista, PNF) e confiscou todos os seus bens.
Em 12 de setembro, Mussolini foi resgatado no ataque a Gran Sasso pela Luftwaffe Fallschirmjäger (paraquedistas) alemã liderada pelo general Kurt Student e pelo Waffen-SS Obersturmbannführer (tenente-coronel), Otto Skorzeny. Ele foi então empossado pelos alemães como Presidente da República Social Italiana (RSI). O RSI seria um regime italiano que administraria nominalmente o norte da Itália ocupado pelos alemães. Como a Milizia Volontaria per la Sicurezza Nazionale (MVSN, também conhecida como "Camisas-Negras", Camicie Nere) foi dissolvida em agosto pelos termos do armistício, a Guardia Nazionale Repubblicana foi formada em 24 de novembro de 1943, e deveria constituir a nova força policial fascista. A Guardia Nazionale Repubblicana foi formada por policiais locais, ex-exércitos, ex-camisas negras e outros ainda leais à causa fascista. 
As forças políticas antifascistas no Norte de Itália, por seu lado, decidiram opor-se armadamente ao RSI e aos ocupantes alemães, e começaram a recrutar formações clandestinas armadas para a guerrilha e a guerra urbana, com o apoio dos Aliados. Logo, uma sangrenta guerra civil começou no norte da Itália. 

### Constituição
No entanto, assim que o partido fascista no RSI foi reaberto e reorganizado como Partido Republicano Fascista (Partito Fascista Repubblicano - PFR), os seus membros começaram a organizar unidades armadas "privadas", para proteger a si próprios e aos dirigentes do partido dos ataques dos combatentes da resistência italiana., que na verdade começou muito em breve a visar as autoridades e apoiadores do RSI. A mão-de-obra do RSI revelou-se insuficiente e as autoridades italianas decidiram organizar todas as unidades voluntárias do partido fascista numa estrutura dedicada e mobilizar novas forças.   As Brigadas Negras foram formadas por membros do Partido Republicano Fascista. A formação das Brigadas Negras foi sancionada por um decreto do Partido Republicano Fascista emitido pessoalmente por Benito Mussolini, chefe da PFR e do governo do RSI, datado de 30 de junho de 1944, estabelecendo que todas as unidades armadas fascistas existentes deveriam ser alistadas numa organização militar chamada Corpo Ausiliario delle Squadre d'Azione di Camicie Nere, e que cada Federação local da PFR (havia uma em cada província italiana) tinha que formar uma unidade militar recrutando pessoal de seus membros. As unidades assim formadas passariam a ser chamadas de “Brigadas Negras”, e seriam comandadas pelo Secretário Federal local da PFR, com a patente de Major ou Coronel. 
Suas funções eram:

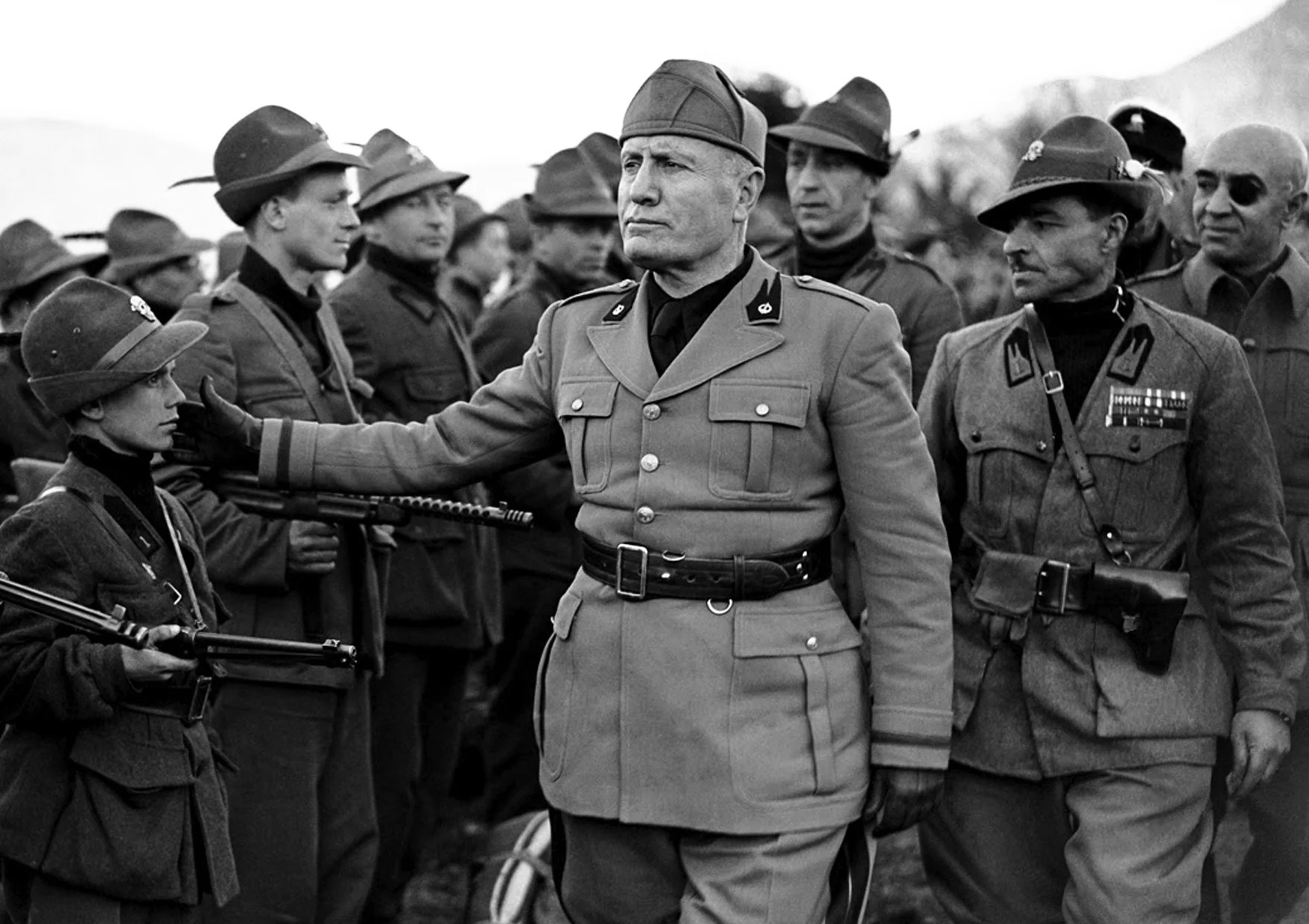
Mussolini analisa a 5ª Brigada Negra Móvel Alpina "E. Quagliata", Bréscia, 1945.

- fornecer segurança aos membros e ativos do PFR;
- cooperar com as autoridades policiais alemãs e italianas;
- para ajudar as autoridades militares em operações de contrainsurgência. [4]

Esta medida deveria ser tanto uma resposta aos ataques de resistência contra membros fascistas como transformar a PFR numa força de combate para fazer face à escassez de mão-de-obra para a segurança interna.  Além disso, Mussolini e outros líderes fascistas sentiram que o Partido Fascista seria mais fiel à sua ideologia se fosse trazido de volta ao seu espírito original quando era tripulado principalmente por soldados e veteranos e era acima de tudo uma organização combativa. Nesta ótica, decidiram mobilizá-lo para tarefas de guerra, sob o conceito de que todo fascista deveria ser antes de tudo um combatente, e deveria pegar em armas para a defesa da Itália e do fascismo.  A adesão às Brigadas Negras era obrigatória para todos os membros da PFR considerados aptos para tais funções. Os membros eram oficialmente chamados de Squadristi (homens do esquadrão) (como os primeiros camisas negras fascistas da década de 1920) e eram divididos em três categorias: Squadristi Permanenti (homens do esquadrão em tempo integral), Ausiliari di pronto impiego (auxiliares de resposta pronta), Ausiliari (Auxiliares). Apenas o pessoal a tempo inteiro deveria estar de serviço diário, enquanto as outras duas categorias deveriam ser mobilizadas apenas em caso de emergência.  Os membros da Brigada Negra tinham direito a poderes policiais, ao porte de armas de fogo e à livre circulação mesmo durante o toque de recolher. O pessoal a tempo inteiro recebia um salário mensal de 200,00 ITL. 

### Serviço operacional
A eficácia policial das Brigadas Negras era, na melhor das hipóteses, fraca. Além de Brigadas particularmente fortes e bem equipadas (como a VIII "Aldo Resega" de Milão, 2.000 homens) que eram exceções, as Brigadas Negras médias tinham no máximo 2 a 300 homens, mal equipadas e armadas, com pouco ou nenhum exército. treinamento e dificilmente tinham condições de se defender de ataques partidários, sem falar no apoio às autoridades militares. 

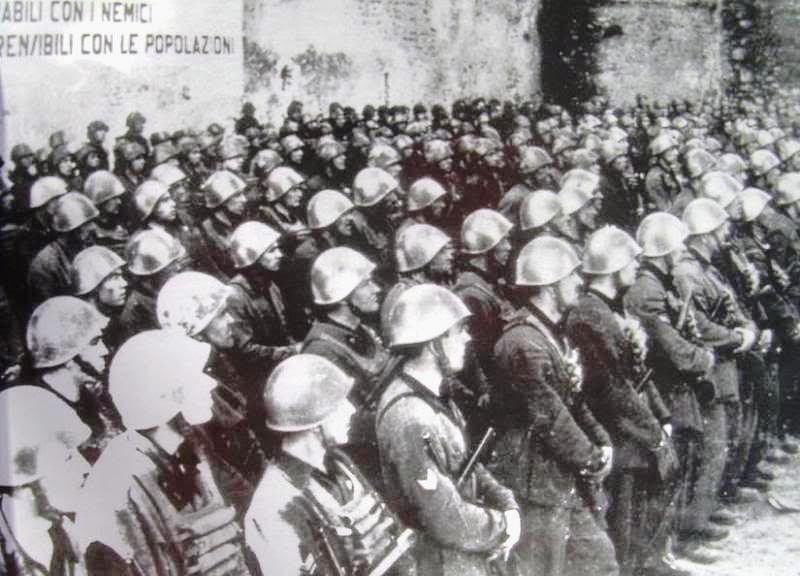
A Brigada Negra "Marcello Turchetti" de Mântua, antes de uma de suas últimas ações nos últimos dias da guerra, abril de 1945

Muitos dos seus membros eram figuras obscuras expulsas da polícia ou do exército, e notáveis eram também os fascistas de linha dura que foram empurrados pelo ressentimento e pela vingança contra aquela parte da população italiana que, aos seus olhos, traiu o regime fascista. Muitos eram também velhos fascistas "Squadristi" que serviram nos anos 20 e que estavam ansiosos por retomar um papel de primeiro lugar nas fileiras do Partido Fascista. Em termos gerais, a fraca disciplina média tornou todos estes indivíduos difíceis de controlar e propensos a abusos. À medida que a situação militar piorava, a desconfiança alemã em relação aos militares da RSI crescia e até as autoridades da República Social olhavam para as Brigadas Negras com desprezo. Todos estes factores contribuíram para empurrar as Brigadas Negras para a radicalização política e para um comportamento cada vez mais hostil para com a própria população, entre as quais ganharam uma reputação temível de brutalidade fanática e procedimentos sumários. Com exceção de algumas Brigadas Negras que foram consideradas confiáveis o suficiente para serem comprometidas em combates regulares contra guerrilheiros e Aliados, a maioria dessas formações tinha fracas capacidades militares ou mesmo policiais e eram empregadas principalmente em funções de guarda estática, patrulhas, e eram frequentemente desencadeadas em represálias e retaliações brutais contra ataques partidários e emboscadas a militares da RSI. 
Os membros da Brigada não só lutaram contra os Aliados e os guerrilheiros italianos, mas também lutaram contra adversários políticos e outros membros da Brigada Negra cujo apoio à "causa" foi considerado menos do que exuberante. Muitos membros da Brigada Negra foram mortos neste tipo de luta interna. 
Após o armistício (25 de abril de 1945) e o fim da guerra na Itália, muitos membros das Brigadas Negras sofreram duras represálias das forças partisans.

### Crimes de guerra
As Brigadas Negras estiveram frequentemente envolvidas no apoio às unidades alemãs durante operações antipartidárias que resultaram em massacres da população civil italiana, como no massacre de Sant'Anna di Stazzema na Toscana, onde a 36ª Brigada ajudou as SS a matar toda a população da aldeia de cerca de 560 pessoas em agosto de 1944. Ou o massacre de Vinca onde foram executados 162 civis e onde foram executados 40. A Brigata nera “Vittorio Ricciarelli” di Livorno esteve envolvida. 

## Uniformes

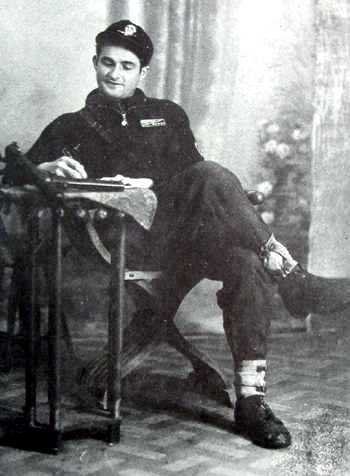
Membro da 16ª Brigada Negra de Varese, 1945. O soldado veste o uniforme preto, do Exército Italiano, usado pelas Brigadas Negras, composto por boné do tipo alemão, M43, semelhante ao Feldmutze alemão, com insígnia de caveira de metal, e um suéter preto com o distintivo metálico quadrado de sua brigada.. Além disso, armado com uma submetralhadora Sten MkII britânica, provavelmente de um britânico interceptado, armas pequenas, lançamento aéreo ou capturadas em batalha.

Os membros das Brigadas Negras recebiam uniformes padrão do exército italiano e tendiam a usá-los com um suéter preto de gola alta ou (no verão) a famosa camisa preta, como símbolo de lealdade a Mussolini e de filiação ao Partido Republicano Fascista. Às vezes usavam este uniforme com uma jaqueta à prova de vento em cores sólidas ou camufladas. Os membros das Brigadas Negras tendiam a usar calças de uniforme verde-acinzentadas, mas uma grande variedade de uniformes foi emitida e, especialmente nos estágios finais da guerra, os membros das Brigadas Negras usaram qualquer coisa que pudessem obter: ternos camuflados do exército de uma peça, aventais e calças, jaquetas sem gola dos pára-quedistas (muito populares), uniformes tropicais do exército italiano, calças e feldjacken alemães e, frequentemente, uniformes e equipamentos produzidos localmente. 
O distintivo ou insígnia das Brigadas Negras era a caveira sem mandíbula, com uma adaga nos dentes, ou uma das diversas versões italianas. Foram emitidas abas de colarinho, exclusivas das Brigadas Negras, constituídas por abas de formato quadrado e ponta pontiaguda, de tecido preto maciço, sobre as quais estava fixado um fáscio republicano vermelho brilhante, na parte inferior. Na parte superior, cada Brigada escolheu a sua própria insígnia: uma das muitas variantes de caveiras (com ou sem ossos cruzados) ou uma face colorida. O regulamento determinava que todos os integrantes das Brigadas Negras usassem um distintivo peitoral de metal esmaltado, em formato redondo, exibindo um fáscio dourado entre as cores nacionais italianas em listras verticais, e circundado por uma borda de esmalte preto com a inscrição: "Corpo Ausiliario delle Squadre d 'Azione di Camicie Nere", em letras maiúsculas, e na parte inferior o número de identificação da Brigada. Imagens contemporâneas mostram que este distintivo, no entanto, embora certamente emitido em grande escala, não era usado com tanta frequência.
Muitas Brigadas Negras adotaram emblemas nas mangas, seguindo a tradição militar italiana, tanto em tecido quanto em metal. Geralmente eram de acabamento muito fino, muitas vezes cunhados e esmaltados, e hoje são itens de colecionador caros. As insígnias de patente eram as mesmas prescritas para o exército italiano; no entanto, raramente eram usados. Perto do final da guerra, foi introduzido um sistema de classificação específico para as Brigadas Negras, exclusivo para elas, mas parece nunca ter sido implementado. 
A maioria dos membros da Brigada Negra usava bonés de esqui do exército italiano ou boinas tingidas de preto. Algumas fotos mostram os membros também usando bonés pretos de estilo alemão. Alguns eram de fabricação italiana, outros eram fornecidos pela Alemanha. O capacete de combate era o onipresente capacete verde-oliva M33, às vezes adornado com a insígnia do crânio das Brigadas Negras. Capacetes alemães M35 também foram usados, assim como capacetes M33 pretos MVSN. Os capacetes eram frequentemente pintados com vários padrões de camuflagem, como era muito comum naquele período. O equipamento de combate e o equipamento de transporte eram iguais aos dos soldados do exército. O colete de revista Samurai, originalmente destinado a unidades de elite do exército, era amplamente utilizado, assim como uma vasta variedade de bolsas, porta-revistas, coldres, tanto de edição oficial (italiana ou alemã) quanto de fabricação privada, transportados em couro verde-oliva italiano. 

## Patentes
As Brigadas Negras usavam um fourragère simples que denotava posição. 
| Insígnia | Patente                                               | Tradução                                                 | Classificação comparativa |
| -------- | ----------------------------------------------------- | -------------------------------------------------------- | ------------------------- |
|          | Comandante di Brigata                                 | Brigadeiro                                               | Coronel                   |
|          | Comandante di Battaglione/ Vice-Comandante di Brigata | Comandante de batalhão/ comandante assistente de brigada | Major                     |
|          | Comandante di Compagnia                               | Comandante de companhia                                  | Capitão                   |
|          | Comandante di Plotone                                 | Líder de pelotão                                         | Sargento mestre           |
|          | Comandante di Squadra                                 | Líder de esquadrão                                       | Sargento                  |

## Armas
- Rifles e Carabinas Carcano
- MAB38
- FNAB-43
- TZ-45
- Bereta M34
- Bereta M35
- Modelo Glisenti 1910
- Bodeo M89
- Breda M30
- Breda M35

## Organização
As Brigadas Negras não eram, na verdade, unidades do tamanho de uma brigada. A palavra italiana brigata tem um significado mais amplo como sinônimo de "grupo" ou "assembléia". A maioria das Brigadas Negras eram tipicamente batalhões fracos ou companhias fortes, cada uma composta por 200 a 300 homens; o tamanho de uma brigada, entretanto, variava muito dependendo da cidade onde estava baseada e onde recrutava seus homens, com Brigadas Negras de grandes cidades compostas por milhares de homens (a 8ª Brigada Negra "Aldo Resega" de Milão, por exemplo, tinha mais de 4.000 soldados, e a 1ª Brigada Negra "Ather Capelli" de Torino tinha mais de 2.000).   Havia 41 brigadas territoriais. As brigadas territoriais foram numeradas de 1 a 41. Havia também sete brigadas “independentes” e oito “móveis”. As brigadas móveis foram numeradas de 1 a 7, mais a Segunda Brigada Arditi.
- Inspetoria Regional do Piemonte
  - I Brigata Nera "Ather Capelli" Turim
  - II Brigada Nera "Attilio Prato" Alexandria
  - III Brigada Nera "Emilio Picot" Aosta
  - IV Brigata Nera "Luigi VIale" Asti
  - V Brigata Nera "Carlo Lidonnici" Cuneo
  - VI Brigata Nera "Augusto Cristina" Novara
  - VII Brigada Nera "Bruno Ponzecchi" Vercelli
- Inspeção Regional da Lombardia
  - VIII Brigata Nera "Aldo Resega" Milão
  - IX Brigata Nera "Giuseppe Cortesi" Bérgamo
  - X Brigata Nera "Enrico Tognu" Brescia
  - XI Brigata Nera "Cesare Rodini" Como
  - XII Brigada Nera "Augusto Felisari" Cremona
  - XIII Brigata Nera "Marcello Turchetti" Mântua
  - XIV Brigata Nera "Alberto Alfieri" Pavia
  - XV Brigada Nera "Sergio Gatti" Sondrio
  - XVI Brigada Nera "Dante Gervasini" Varese
- Inspetoria Regional de Vêneto
  - XVII Brigata Nera "Bartolomeo Asara" Veneza
  - XVIII Brigata Nera "Luigi Begon" Pádua
  - XIX Brigata Nera "Romolo Gori" Rovigo
  - XX Brigata Nera "Francesco Cappellini" Treviso
  - XXI Brigata Nera "Stefano Rizzardi" Verona
  - XXII Brigada Nera "Antonio Faggion" Vicenza
- Inspetoria Regional da Emília
  - XXIII Brigata Nera "Eugenio Facchini" Bolonha
  - XXIV Brigata Nera "Igino Ghisellini" Ferrara
  - XXV Brigada Nera "Arturo Capanni" Forlì
  - XXVI Brigada Nera "Mirko Pistoni" Modena
  - XXVII Brigada Nera "Virginio Gavazzoli" Parma
  - XXVIII Brigada Nera "Pippo Astorri" Piacenza
  - XXIX Brigata Nera "Ettore Muti" Ravenna
  - XXX Brigata Nera "Umberto Rosi" Reggio Emilia
- Inspeção Regional da Ligúria
  - XXXI Brigata Nera "Generale Silvio Parodi" Gênova
  - XXXII Brigata Nera "Antonio Padoan" Imperia
  - XXXIII Brigada Nera "Tullio Bertoni" La Spezia
  - XXXIV Brigada Nera "Giovanni Briatore" Savona
- Brigadas Negras da Toscana
  - XXXV Brigada Nera "Don Emilio Spinelli" Arezzo
  - XXXVI Brigata Nera "Benito Mussolini" Lucca
  - XXXVII Brigada Nera "Emilio Tanzi" Pisa
  - XXXVIII Brigada Nera "Ruy Blas Biagi" Pistoia
  - XXXIX Brigada Nera Siena
  - XL Brigata Nera "Vittorio Ricciarelli" Apuania [Nota 1]
  - XLI Brigata Nera "Raffaele Manganiello" Florença
- Agrupamento de Brigadas Negras Móveis
  - I Brigata Nera Mobile "Vittorio Ricciarelli" Milão
  - II Brigata Nera Mobile "Danilo Mercuri" Pádua
  - III Brigata Nera Mobile "Attilio Pappalardo" Bolonha
  - IV Brigata Nera Mobile "Aldo Resega" Dronero - Cuneo
  - V Brigata Nera Mobile "Enrico Quagliata" Vale Camonica
  - VI Brigata Nera Mobile "Dalmazia" Milão
  - VII Brigata Nera Mobile "Tevere" Milão
  - II Brigata Nera Mobile Arditi Milão
- Brigadas Negras Autônomas
  - Brigata Nera Autonoma "Giovanni Gentile"
  - Brigada Nera Autonoma Operativa "Giuseppe Garibaldi"
  - Brigada Nera Autonoma Ministerial
  - Brigata Nera Autonoma - Marcas
  - Brigada Nera Autonoma - Gorizia
  - Brigata Nera Autonoma - Udine
  - Brigada Nera Autonoma "Tullio Cividino" - Trieste
- Brigadas Negras Autônomas do Outremer
  - Compagnia Complementare Fascisti - Rodes